# Mickaël Nadé
Mickaël Nadé, född 4 mars 1999, är en fransk fotbollsspelare som spelar för Saint-Étienne.

## Karriär
Nadé spelade fotboll som ung i AAS Sarcelles och gick i juli 2014 till Saint-Étienne. I oktober 2016 – som 17-åring – debuterade han för klubbens reservlag i Championnat National 3. Nadé debuterade för A-laget i Ligue 1 den 20 maj 2017 i en 3–1-förlust mot Nancy, där han startade och spelade hela matchen. Den 5 juli 2017 skrev Nadé på sitt första proffskontrakt med Saint-Étienne; ett treårskontrakt.
Efter att endast fått speltid i reservlaget lånades Nadé den 21 juli 2020 ut till Quevilly-Rouen på ett säsongslån. Han var ordinarie startspelare i klubben och en bidragande orskak till att Quevilly-Rouen blev uppflyttade till Ligue 2. Nadé spelade totalt 30 ligamatcher och gjorde ett mål samt tre matcher i Coupe de France.
Efter att ha återvänt till Saint-Étienne fick Nadé en startplats som mittback i öppningsmatchen av säsongen 2021/2022 mot FC Lorient (1–1-match). Den 26 augusti 2021 förlängde han sitt kontrakt i klubben fram till 2024. I juli 2024 förlängde Nadé sitt kontrakt med fyra år.